# Perséphone

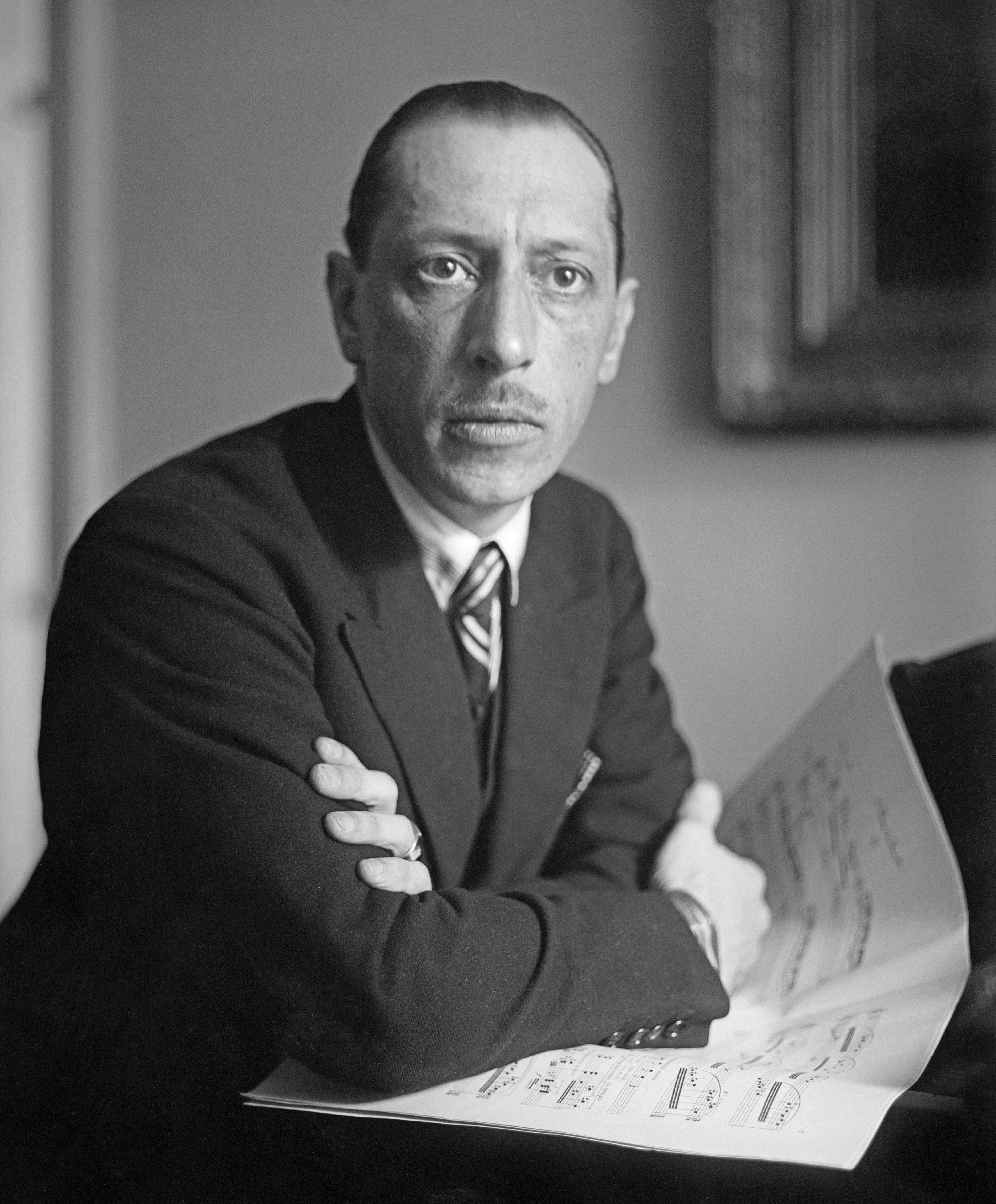
Stravinsky

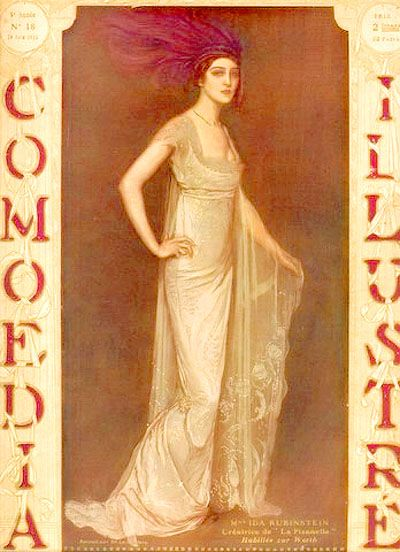
Ida Rubinstein

Perséphone es una ópera-oratorio-ballet de Igor Stravinsky sobre libreto de André Gide perteneciente al período de obras más conocidas como Edipo rey y Apollo.
En tres "tableaux" fue definido por el compositor como "Melodrama en tres escenas para recitante, tenor, coro mixto, coro de niños y orquesta" se inspira en la mitología griega: Perséfone, hija de Zeus y Deméter es raptada por Hades. Encarna el mito de las estaciones y la fertilidad como contraparte a La consagración de la primavera.
Originalmente con coreografía de Kurt Jooss fue estrenada en la Opéra de Paris el 30 de abril de 1934 con Ida Rubinstein, en una puesta en escena de André Barsacq.
En 1936 también fue representada bajo la dirección de Stravinsky en el Teatro Colón de Buenos Aires con Victoria Ocampo como recitante.Caamaño, Roberto. La historia del Teatro Colón 1908-1968. t. 2. p. 234.
Éva Gauthier lo interpretó en 1935, 1936 y 1937.
En la versión en inglés traducida por Rollo H. Meyers fue registrada con la Orquesta Filarmónica de Nueva York dirigida por Stravinsky con Vera Zorina, editada en disco.
En 1955 realiza otra coreografía Kurt Jooss y en París se realiza otra versión editada en disco con Nicolai Gedda y Claude Nollier con la Orquesta del Conservatorio dirigida por Andre Cluytens.
Luego de la versión coreográfica de Martha Graham, en 1965, Pina Bausch que asume el rol titular.
Otras versiones coreográficas se realizan en 1968 por Janine Charrat y en 1987 por François Raffinot.
Fue representada nuevamente en el Teatro Colón en 1995 con China Zorrilla como recitante. En 1999 se editó una versión dirigida por Michael Tilson Thomas y la Orquesta de San Francisco con el tenor Stuart Neill y Stephanie Cosserat como Persephone.
Anteriormente fue editada una versión dirigida por Sir Andrew Davis con Felicity Lott y Paul Groves.
En enero de 2012, y dirigida por Peter Sellars, se ha representado en el Teatro Real de Madrid junto a la opera de Chaikovski Iolanta.